# Flughafen Los Mochis

i8
i11
i13
Der Flughafen Los Mochis (spanisch Aeropuerto Internacional de Los Mochis, IATA-Code: LMM, ICAO-Code: MMLM) ist ein internationaler Flughafen bei der Stadt Los Mochis im Bundesstaat Sinaloa im Westen Mexikos. Er dient vorrangig dem Tourismus, denn in der Stadt beginnt und endet El Chepe, die touristische Eisenbahnlinie durch die Kupferschlucht (Barranca del Cobre).

## Lage
Der Flughafen Los Mochis befindet sich nahe der Westküste Mexikos etwa 1200 Kilometer Luftlinie nordwestlich von Mexiko-Stadt in einer Höhe von ca. 5 m rund 18 Straßenkilometer außerhalb der Stadt.

## Fluggesellschaften und Zielen
Derzeit werden nur nationale Flüge abgewickelt, es werden nationale Zubringerdienste für die größeren Flughäfen des Landes und Regionalverkehr angeboten. Der Flughafen wird u. a. von Aeromar, Aero California, Aero Owen,  Delta Air Lines, MexicanaLink sowie TAR Aerolíneas angeflogen. Bis 2008 flogen auch Alma de Mexico und bis 2020 Interjet nach Los Mochis.

## Passagierzahlen
Im Jahr 2019 wurden erstmals knapp 400.000 Passagiere abgefertigt. Danach erfolgte ein vorübergehender deutlicher Rückgang aufgrund der COVID-19-Pandemie.
| Betriebsjahr | Fluggäste | Veränderung | Luftfracht [t] | Flugbewegungen |
| ------------ | --------- | ----------- | -------------- | -------------- |
| 2008         | 213.800   | −           | 14             | 5.818          |
| 2009         | 206.000   | ▼ −3,6 %    | 13             | 5.310          |
| 2010         | 243.300   | ▲ 18,0 %    | 27             | 5.262          |
| 2011         | 205.800   | ▼ −15,3 %   | 44             | 3.646          |
| 2012         | 183.500   | ▼ −10,8 %   | 72             | 3.206          |
| 2013         | 196.800   | ▲ 7,2 %     | 117            | 3.326          |
| 2014         | 228.600   | ▲ 16,2 %    | 138            | 3.746          |
| 2015         | 290.900   | ▲ 27,2 %    | 393            | 3.816          |
| 2016         | 347.400   | ▲ 19,4 %    | 361            | 6.146          |
| 2017         | 348.500   | ▲ 0,3 %     | 394            | 4.852          |
| 2018         | 344.800   | ▼ −1,1 %    | 441            | 4.158          |
| 2019         | 391.300   | ▲ 13,5 %    | 488            | 4.650          |
| 2020         | 213.600   | ▼ −45,4 %   | 298            | 2.742          |
| 2021         | 367.700   | ▲ 72,1 %    | 632            | 4.592          |
| 2022         | 424.000   | ▲ 15,3 %    | 628            | 4.528          |
| 2023         | 470.700   | ▲ 11,0 %    | 772            | 4.252          |
| 2024         | 585.200   | ▲ 24,3 %    | 908            | 5.002          |